# Simple & Funky
A Simple & Funky című dal a francia Alliance Ethnik 2. kimásolt kislemeze az azonos címet viselő Simple & Funky című albumról, mely 1995-ben jelent meg.

## Megjelenések
12"  Franciaország Delabel – 7243 8 92972 6 3
- A1	Simple & Funky (Album Version) 3:44
- A2	Simple & Funky (Prince Paul Remix) 4:12 Remix – Prince Paul
- A3	Simple & Funky (Prince Paul Instrumental) 4:14
- B1	Simple & Funky (Alliance Ethnik Version) 3:29
- B2	Pas La Peine De Smoke (Interlude) 2:04
- B3	Simple & Funky (Alliance Ethnik Accapella Remix) 3:22

## Slágerlista
| Slágerlista (1995)               | Legjobb helyezések |
| -------------------------------- | ------------------ |
| Belgian (Wallonia) Singles Chart | 2                  |
| French SNEP Singles Chart        | 3                  |

## A dal zenei alapja
A Simple & Funky című dalhoz az alábbi zenei alapot használták fel:
- Parliament-Motor Booty Affair[5] (1978)
- Parliament-Rumpofsteelskin[6] (1978)
- Parliament-Aqua Boogie[7] (1978)